# NaturalMotion
NaturalMotion est une société britannique de développement de jeux vidéo avec des bureaux de développement à Londres et Brighton et un bureau commercial à San Francisco. Fondée en novembre 2001 en tant que société dérivée de l'Université d'Oxford, NaturalMotion se spécialise dans la création de technologies d'animation pour les industries du jeu et du cinéma. En janvier 2014, NaturalMotion a été acquis par Zynga pour 527 millions de dollars américains. 
Leurs principaux produits technologiques sont Endorphin (en) (pour l'industrie cinématographique) et Euphoria (pour l'industrie du jeu), en plus des jeux vidéo tels que Backbreaker et CSR Racing[réf. nécessaire].

## Technologie
NaturalMotion a commercialisé sa technologie d'animation procédurale, qu'ils appellent Dynamic Motion Synthesis (DMS). Le DMS est basé sur une simulation en temps réel de la biomécanique et du système nerveux de contrôle moteur (en).  En tant que tel, il a ses racines dans la biologie et la théorie du contrôle des robots. NaturalMotion déclare que le DMS permet des personnages 3D entièrement interactifs, car il n'est pas basé sur une animation prédéfinie. Le DMS est utilisé dans deux des produits de la société: Endorphin (en), un «outil de création de cascadeurs virtuels» et Euphoria, un moteur d'exécution. Le premier titre commercialisé à utiliser Euphoria était Grand Theft Auto IV de Rockstar Games.
L'autre produit middleware de NaturalMotion est Morpheme - un moteur d'animation pour Wii U, PlayStation 3, Xbox 360, PC, PlayStation Vita, Android et iOS.  Contrairement aux autres packages de la société, Morpheme n'utilise pas de DMS et fournit à la place des outils pour mélanger les animations, la cinématique inverse et la simulation de corps rigides. Certains des jeux qui utilisent Morpheme incluent BioShock Infinite, Enslaved: Odyssey to the West, Eve Online et Pure.

## Clients
La technologie de NaturalMotion est utilisée dans de nombreuses sociétés de cinéma et de jeux, notamment Sony, The Mill, Electronic Arts, Moving Picture Company, Konami, Capcom, Sega et bien d'autres. Les films et les jeux présentant l'animation d'Endorphin incluent Troie, Poséidon, The Getaway, Tekken 5 et Metal Gear Solid.
En 2006, LucasArts a annoncé qu'il utiliserait le moteur d'animation Euphoria dans les jeux Indiana Jones et le Sceptre des rois et Star Wars: Le Pouvoir de la Force. En 2007, Rockstar Games a annoncé qu'il avait autorisé ce moteur pour beaucoup de leurs jeux nouveaux et à venir, avec le premier titre annoncé étant Grand Theft Auto IV. Les titres Rockstar Games suivants qui utilisent le moteur incluent Red Dead Redemption, Max Payne 3 et Grand Theft Auto V.

## Jeux NaturalMotion
En 2009, NaturalMotion a sorti son premier jeu, le titre iPhone Backbreaker Football, qui utilisait Morpheme pour simuler le mouvement et les tacles.  Le jeu a été un succès critique et commercial, avec un indice de qualité de 8,1/10 et 5 millions de téléchargements. 
La société a créé une nouvelle division, NaturalMotion Games, le 18 novembre 2010. En 2011, NaturalMotion Games a sorti son premier titre gratuit My Horse sur iPhone et iPad. Il a été téléchargé plus de 11 millions de fois. Son deuxième jeu F2P, CSR Racing, a atteint le numéro un des classements Top Grossing et Top Free App Store à travers le monde. Le jeu a rapporté plus de 12 millions de dollars au cours de son premier mois. En août 2012, NaturalMotion a annoncé avoir acquis le studio BossAlien pour une somme non divulguée. 
Le PDG de NaturalMotion, Torsten Reil, a annoncé un nouveau «jouet interactif» appelé Clumsy Ninja sur scène lors de l'annonce de l'iPhone 5 d'Apple. C'est le premier titre mobile à utiliser le moteur d'animation Euphoria. Le jeu a été initialement annoncé pour la «saison des vacances» 2012, mais il a été retardé de près d'un an. Il est finalement apparu dans le monde entier sur l'App Store le 21 novembre 2013. Lors de sa sortie, Clumsy Ninja est devenue la première application à être promue avec une bande-annonce vidéo intégrée dans l'Application Store. 
En octobre 2017, Zynga a fermé le bureau d'Oxford de NaturalMotion. 

## Jeux développés
| Jeux                     | Années | Format                                |
| ------------------------ | ------ | ------------------------------------- |
| Backbreaker              | 2010   | iOS, Android, Xbox 360, PlayStation 3 |
| Backbreaker 2: Vengeance | 2010   | iOS, Android                          |
| Jenga                    | 2011   | iOS, Android, OS X                    |
| NFL Rivals               | 2011   | iOS                                   |
| Icebreaker Hockey        | 2011   | iOS, Android                          |
| Backbreaker: Vengeance   | 2011   | XBLA, PSN                             |
| My Horse                 | 2011   | iOS, Android                          |
| CSR Racing               | 2012   | iOS, OS X, Android, Windows           |
| CSR Classics (en)        | 2013   | iOS, Android                          |
| Clumsy Ninja (en)        | 2013   | iOS, Android                          |
| CSR Racing 2             | 2016   | iOS, Android                          |
| Dawn of Titans           | 2016   | iOS, Android                          |
| Star Wars: Hunters       | 2023   | iOS, Android, Nintendo Switch         |